# Burgh Island
Pour les articles homonymes, voir Burgh.
Burgh Island est une petite île du Sud du Devon, en Angleterre.

## Toponymie
L'île a été connue sous différents noms au fil des ans. Les premiers écrits et les cartes la mentionnent comme St Michael's Island. Le nom a ensuite changé en Borough Island, finalement raccourci en Burgh.
En 1947, une carte de l'Ordnance Survey fait référence à l'île de Borough Island.
En 1908, une carte postale produite par Stengel & Co Ltd de Londres l'appelle Burr Island.
Une carte publiée en 1765 mentionne Borough or Bur Isle.

## Géographie
L'île est située à l'embouchure de l'Avon, près du village de Bigbury-on-Sea, à 250 m de la côte. On peut s'y rendre à pied sec à marée basse.
Elle s'étend sur 8 hectares.
Outre quelques maisons particulières, il s'y trouve un pub, The Pilchard Inn. Les ruines d'une ancienne chapelle sont visibles.
À marée haute, les visiteurs sont transportés par un sea tractor (tracteur des mers), un véhicule à plateforme surélevé.

## Histoire
L'île est achetée par le millionnaire Archibald Nettlefold en 1927. Il y fait construire une maison blanche au style Art déco, où il invite des personnalités comme Noel Coward, Lord Mountbatten ou encore le duc de Windsor. En 1933, il la transforme en hôtel, le Burgh Island Hotel. Agatha Christie y séjourne plusieurs fois et décide d'y planter le décor de son roman Dix Petits Nègres. Après la mort du millionnaire, l'hôtel périclite et est transformé en appartements. À la fin des années 1980, l'homme d'affaires Tony Porter rachète l'ensemble et le restaure intégralement dans le style Art déco, lui redonnant sa vocation hôtelière. Un épisode de la série britannique d'Hercule Poirot y a été tourné, Les Vacances d'Hercule Poirot (Evil under the Sun), en 2002, adapté du roman éponyme d'Agatha Christie.

## Musique
L'île de Burgh inspire en 2011 l'auteur compositeur interprète britannique Ben Howard qui écrit une chanson du même nom dans son EP "The Burgh Island".

## Galerie

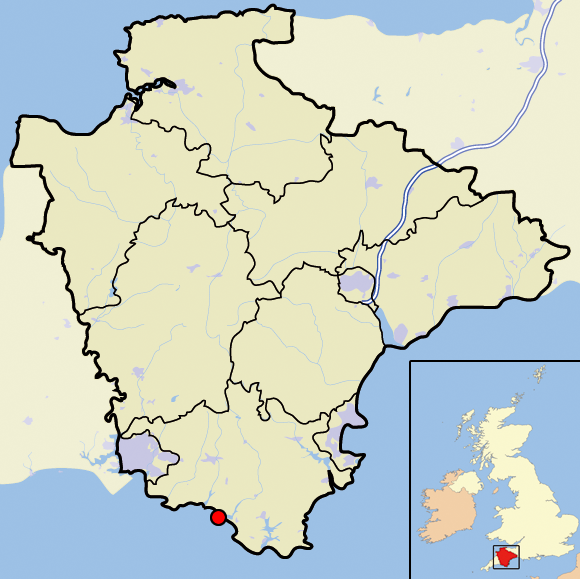
Localisation de l'île.
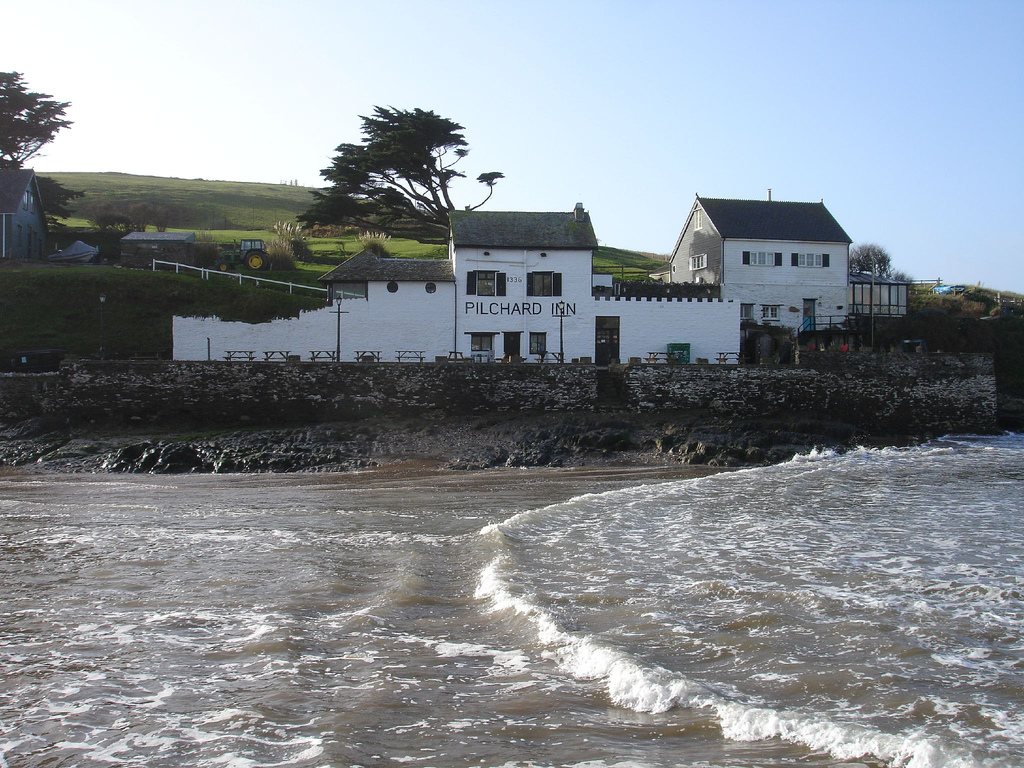
The Pilchard Inn, le pub de l'île.
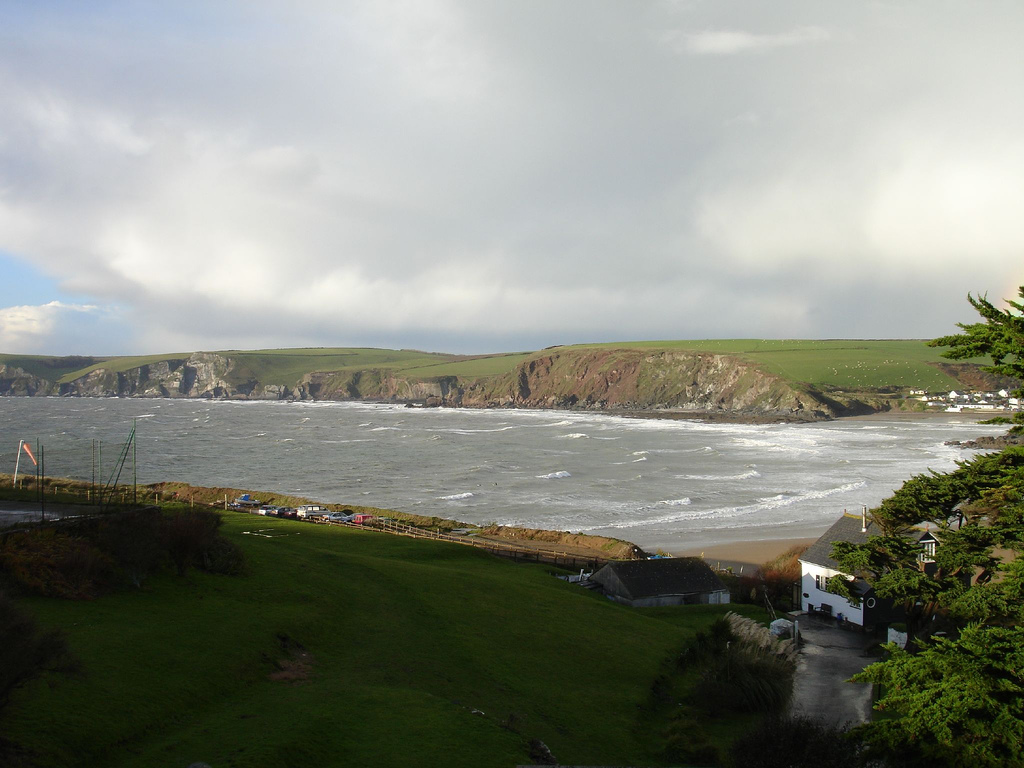
Vue depuis l'île.
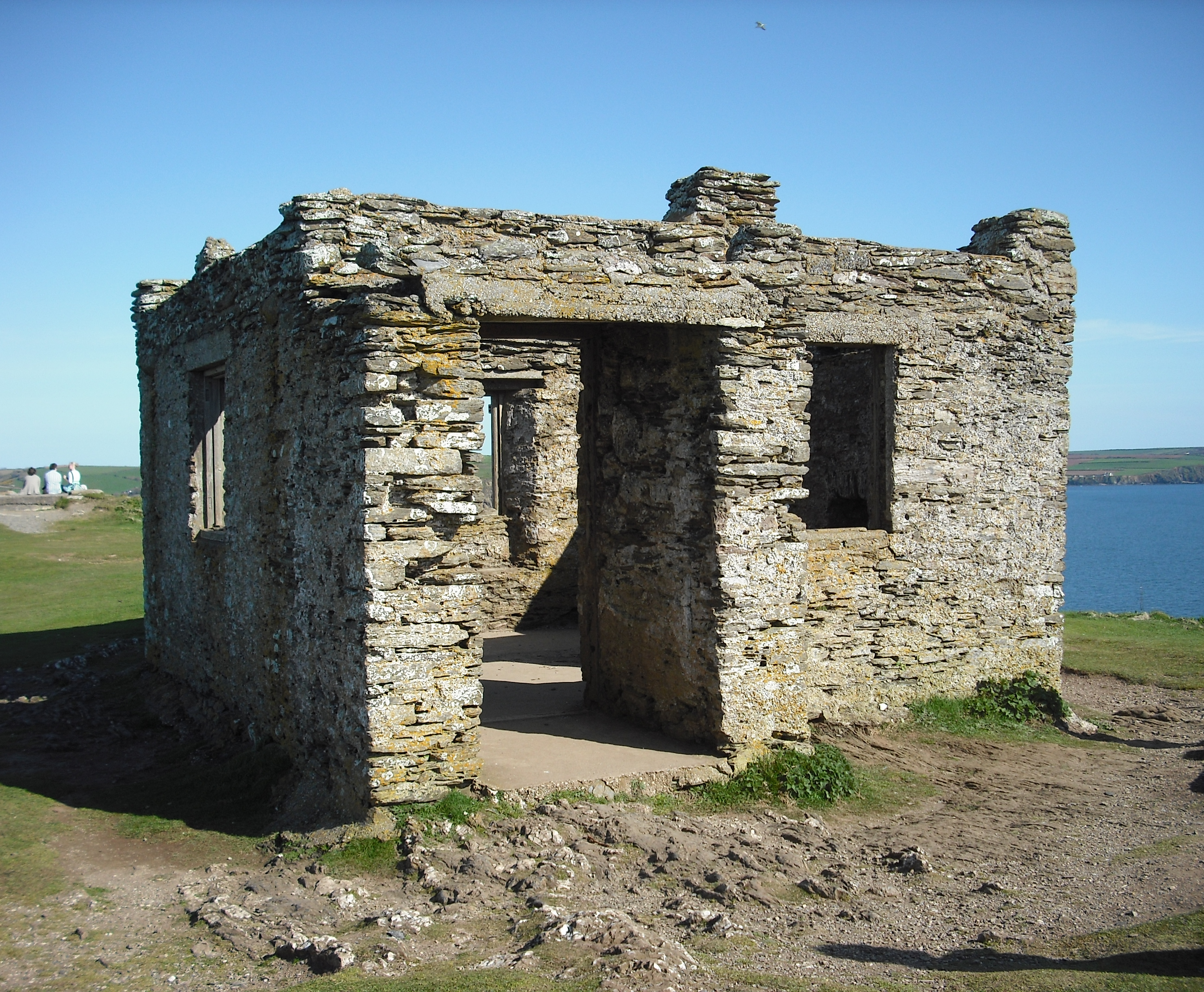
L'ancienne chapelle.
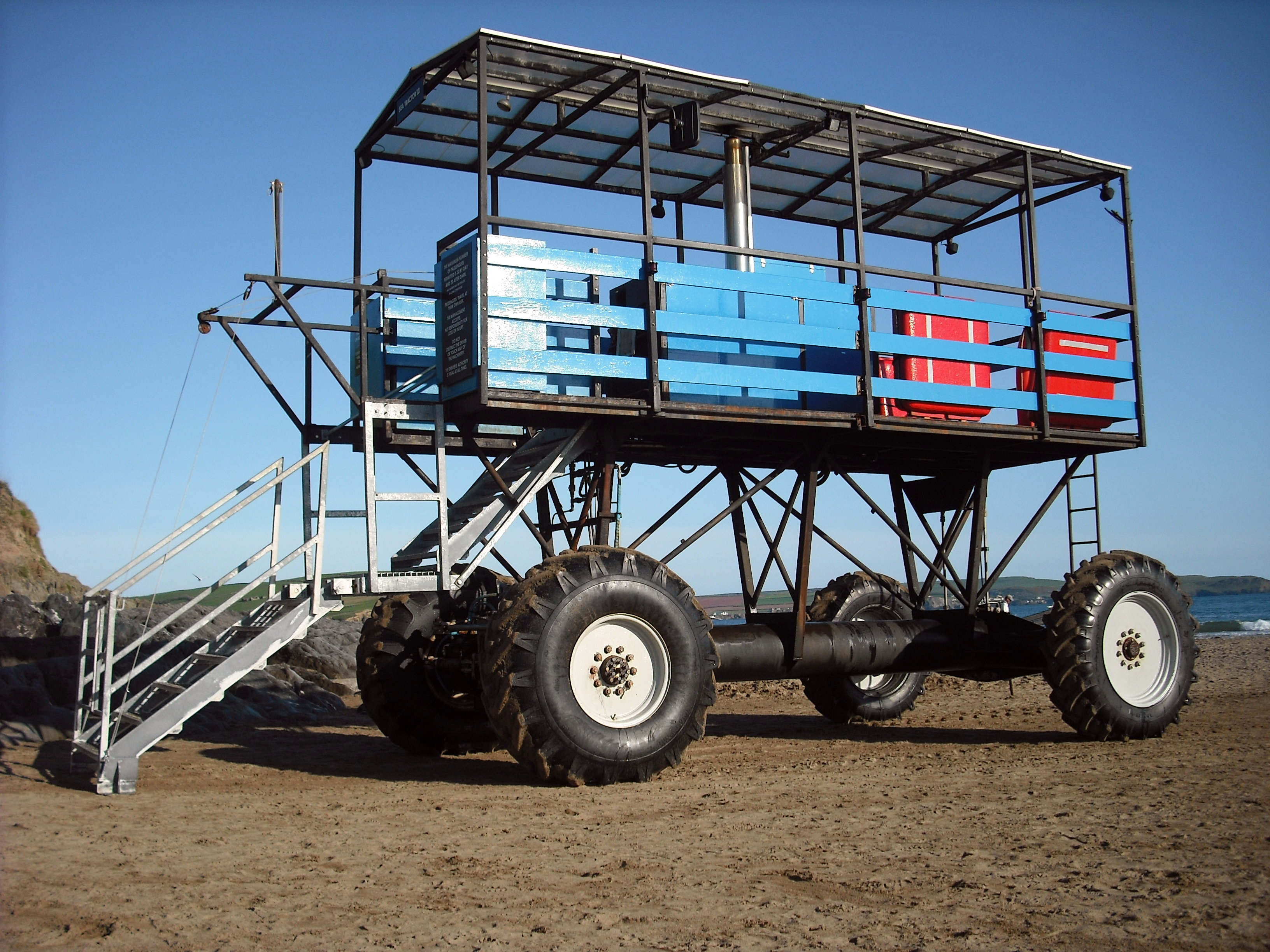
Le tracteur de traversée.